# Марія Бакса
Марія Бакса (15 квітня 1946, Осієк, СФРЮ — 14 листопада 2019, Белград, Сербія) — італійська кіноакторка. Знімалася переважно в італійському кіно. У кінці 1980-х вона покинула акторську кар'єру та працювала архітекторкою.

## Фільмографія
- 1972 «Чорний Турин[en]»
- 1972 «Боккаччо[en]»
- 1979 «Гарденія[en]»
- 1982 «Циклоп[en]»
- 1984 «Душитель проти душителя[en]»